# El Pinar (Grenada)
El Pinar – gmina w Hiszpanii, w prowincji Grenada, w Andaluzji, o powierzchni 38,01 km². W 2011 roku gmina liczyła 1034 mieszkańców.
Pinos del Valle i Ízbor były dwiema niezależnymi gminami, aż w 1976 roku połączyły się w jedną o nazwie El Pinar.